# Junioreuropamästerskapen i simhopp 2024
Junioreuropamästerskapen i simhopp 2024 arrangerades mellan den 8 och 14 juli 2024 i Rzeszów i Polen. Det var den 50:e upplagan av junioreuropamästerskapen i simhopp.
Mästerskapet bestod av 17 grenar. Individuellt tävlade både damer och herrar i enmeterssvikt, tremeterssvikt och 10-metersplattform. De individuella tävlingarna var även uppdelade i kategori "A" för simhoppare mellan 16 och 18 år samt kategori "B" för simhoppare mellan 14 och 15 år. För både damer och herrar fanns det även synkroniserat parhopp i tremeterssvikten och 10-metersplattformen samt en mixed lagtävling.

## Medaljörer

### Herrar
| Gren                      | Guld                                   | Guld   | Silver                                 | Silver | Brons                                          | Brons  |
| Åldersgrupp A             |                                        |        |                                        |        |                                                |        |
| 1 m svikt A               | Matteo Santoro Italien                 | 530,25 | Noah Penman Storbritannien             | 491,90 | Maksym Mirza Ukraina                           | 489,85 |
| 3 m svikt A               | Matteo Santoro Italien                 | 585,55 | Kyrylo Azarov Ukraina                  | 550,75 | Isak Børslien Norge                            | 543,00 |
| 10 m plattform A          | Danylo Avanesov Ukraina                | 543,65 | Marko Barsukov Ukraina                 | 536,55 | Simone Conte Italien                           | 502,45 |
| Åldersgrupp B             |                                        |        |                                        |        |                                                |        |
| 1 m svikt B               | Finn Awe Tyskland                      | 403,00 | Valeriy Malieiev Ukraina               | 391,90 | Louis Förster Tyskland                         | 370,35 |
| 3 m svikt B               | Dmytro Stepanov Ukraina                | 444,80 | Finn Awe Tyskland                      | 438,75 | Valeriy Malieiev Ukraina                       | 437,50 |
| 10 m plattform B          | Robbie Wood Storbritannien             | 436,20 | Davide Barberi Italien                 | 399,15 | Erik Passerone Schweiz                         | 394,60 |
| Synkroniserat parhopp A/B |                                        |        |                                        |        |                                                |        |
| Parhopp 3 m svikt         | Italien Valerio Mosca Matteo Santoro   | 320,43 | Ukraina Kyrylo Azarov Maksym Mirza     | 311,88 | Kroatien Luka Martinović Matej Nevešćanin      | 296,43 |
| Parhopp 10 m plattform    | Ukraina Danylo Avanesov Marko Barsukov | 314,64 | Italien Raffaele Pelligra Simone Conte | 306,24 | Storbritannien Jorden Fisher-Eames Robbie Wood | 276,60 |

### Damer
| Gren                      | Guld                                     | Guld   | Silver                                         | Silver | Brons                                          | Brons  |
| Åldersgrupp A             |                                          |        |                                                |        |                                                |        |
| 1 m svikt A               | Diana Karnafel Ukraina                   | 368,35 | Rebecca Ciancaglini Italien                    | 365,35 | Emily Steinhagen Tyskland                      | 364,70 |
| 3 m svikt A               | Signe Stahl Sverige                      | 445,55 | Diana Karnafel Ukraina                         | 434,85 | Giorgia De Sanctis Italien                     | 419,45 |
| 10 m plattform A          | Ana Carvajal Spanien                     | 419,95 | Maisie Bond Storbritannien                     | 382,65 | Hannah Newbrook Storbritannien                 | 358,80 |
| Åldersgrupp B             |                                          |        |                                                |        |                                                |        |
| 1 m svikt B               | Ksenija Botjek Ukraina                   | 347,10 | Yelyzaveta Diadiuk Ukraina                     | 318,25 | Iva Ereminova Bulgarien                        | 314,65 |
| 3 m svikt B               | Nina Berger Tyskland                     | 353,85 | Karina Hlyzjina Ukraina                        | 353,15 | Zoe Schneider Tyskland                         | 352,55 |
| 10 m plattform B          | Skye Fisher-Eames Storbritannien         | 326,40 | Karina Hlyzjina Ukraina                        | 321,20 | Jule Eisenberg Tyskland                        | 314,15 |
| Synkroniserat parhopp A/B |                                          |        |                                                |        |                                                |        |
| Parhopp 3 m svikt         | Tyskland Aliana Reihs Zoe Schneider      | 257,13 | Italien Giorgia De Sanctis Rebecca Ciancaglini | 252,60 | Storbritannien Caitlyn Coster Amelie Underwood | 245,04 |
| Parhopp 10 m plattform    | Ukraina Alisa Mieshkova Diana Shevchenko | 253,44 | Storbritannien Libby Duke Kate Gardner         | 241,35 | Tyskland Jule Eisenberg Charlotte Lederer      | 239,94 |

### Mixed
| Gren       | Guld                                                            | Guld   | Silver                                                                | Silver | Brons                                                                   | Brons  |
| Lagtävling | Tyskland Ole Rösler Tim Axer Charlotte Lederer Emily Steinhagen | 349,20 | Ukraina Karina Hlyzjina Kyrylo Azarov Dmytro Stepanov Danylo Avanesov | 341,40 | Storbritannien Hannah Newbrook Noah Penman Robbie Wood Amelie Underwood | 349,20 |

## Medaljtabell
*   Värdland ( Polen)
| Nr                   | Nation               | Guld | Silver | Brons | Totalt |
| -------------------- | -------------------- | ---- | ------ | ----- | ------ |
| 1                    | Ukraina              | 6    | 9      | 2     | 17     |
| 2                    | Tyskland             | 4    | 1      | 5     | 10     |
| 3                    | Italien              | 3    | 4      | 2     | 9      |
| 4                    | Storbritannien       | 2    | 3      | 4     | 9      |
| 5                    | Spanien              | 1    | 0      | 0     | 1      |
| 5                    | Sverige              | 1    | 0      | 0     | 1      |
| 7                    | Bulgarien            | 0    | 0      | 1     | 1      |
| 7                    | Kroatien             | 0    | 0      | 1     | 1      |
| 7                    | Norge                | 0    | 0      | 1     | 1      |
| 7                    | Schweiz              | 0    | 0      | 1     | 1      |
| Totalt (10 nationer) | Totalt (10 nationer) | 17   | 17     | 17    | 51     |